# Wir tun es für Geld
Wir tun es für Geld ist eine deutsche Filmkomödie des Regisseurs Manfred Stelzer aus dem Jahr 2014 mit Florian Lukas und Diana Amft in den Hauptrollen. Das Drehbuch basiert auf dem gleichnamigen Roman von Matthias Sachau.

## Handlung
Ines und Moritz aus Berlin heiraten auf dem Standesamt. Die beiden kennen sich schon seit ihrer Jugend und haben während ihres Studiums zusammen in einer WG gelebt. Ihre Hochzeit ist jedoch nur pro forma und die beiden sind auch schon lange kein Paar mehr, da Ines inzwischen mit Bernd zusammen ist. Günther, der Vater von Ines, hatte seine Tochter zu dieser Scheinehe als Steuersparmodell überredet. Als Finanzvorstand bei einem großen Unternehmen zahlt Ines den Spitzensteuersatz. Der 36-jährige Moritz hat Musik und Journalismus studiert, ist jedoch aufgrund seiner Anstellung als Archivar bei der Musikzeitschrift The Music Magazine nur Geringverdiener. Dank des Ehegattensplittings spart Ines so einen hohen fünfstelligen Betrag an Steuern. Moritz erhält im Gegenzug von Ines die Hälfte seiner Miete bezahlt. Eigentlich hat er es aber nicht wegen des Geldes, sondern nur für Ines getan, da er immer noch heimlich in sie verliebt ist. Moritz lebt inzwischen allein in der einstigen WG-Wohnung und hat eine Affäre mit der Kellnerin Vanessa. Die arbeitet in der Kneipe von Wolfi, der auch den Trauzeugen für die beiden gespielt hat.
Ein Jahr später zieht gegenüber der Wohnung von Moritz mit Ekkehard ein neuer Nachbar ein. Als Moritz am Abend lautstark seine Musik hört, ruft der Nachbar sofort die Polizei. Moritz ist genervt von dem scheinbar spießigen und pedantischen Nachbarn und stellt ihn zur Rede. Der erfährt von der beeindruckenden LP-Sammlung von Moritz und ist begeistert. Als er jedoch den einfachen Plattenspieler von Moritz sieht, zeigt er ihm in seiner Wohnung seinen teuren High-End-Plattenspieler und lädt ihn mit seinen Platten zu sich zum Musikhören ein. Während sie sich unterhalten, erfährt Ekkehard auch von Moritz’ privatem Blog, in dem er Musikartikel schreibt, und Ekkehard erzählt, dass er bis vor kurzem noch in einer Partnerschaft lebte und nach der Trennung sich hier eine Wohnung suchen musste. Zum Erschrecken von Moritz arbeitet Ekkehard jedoch beim Finanzamt im Bereich Festsetzung und Erhebung, Anfangsbuchstaben E bis H – damit ist er der zuständige Sachbearbeiter des Paares. Ekkehard erklärt, dass er nichts mehr verachte als Sozialschmarotzer, die sich um ihre Steuern drücken: Man nenne ihn „die Python von E bis H“; Unterschlagung von Steuern sei nicht nur als Betrug und Steuerhinterziehung strafbar, sondern vor allem unsozial, da das Geld für Kindergärten, Schulen und Krankenhäuser fehle.
Von nun an soll Ines mindestens zweimal die Woche zu Moritz in die Wohnung kommen und Ekkehard beim Verlassen der Wohnung am Morgen über den Weg laufen. Der geht immer pünktlich um 7.15 Uhr aus dem Haus. Eines Morgens kommt es in Ekkehards Wohnung zu einem Wasserrohrbruch. Moritz erklärt sich bereit, die elektrischen Geräte in seine Wohnung zu übernehmen, und stimmt auch zu, die Nacht in der Wohnung von Moritz zu verbringen – womit aber auch Ines bei ihm übernachten muss.
Am nächsten Tag ist Ines mit ihrem Freund Bernd zum Tangotanzen verabredet und Moritz muss Ekkehard vortäuschen, dass das Paar zusammen tanzt. Stattdessen besucht Moritz aber Vanessa im Lokal von Wolfi. Als Ekkehard am Abend ebenfalls in die Kneipe kommt, redet sich Moritz damit heraus, dass er seinen Fuß verstaucht habe und deswegen Ines mit Bernd tanzen gegangen sei, der Vanessas Verlobter sei. Als später auch Ines und Bernd in die Kneipe kommen, küsst Vanessa Bernd und auch Ines und Moritz spielen ihre Rolle als Paar weiter.
Moritz erfährt, dass in seiner Firma ein Redakteur für Soul, Jazz und Blues gesucht wird, und bewirbt sich auf die Stelle. Ekkehard belehrt Moritz, dass er nicht denselben Fehler machen solle wie er, nämlich bei der Liebe auf die Meinungen anderer zu hören. Er soll um seine Frau kämpfen und dazu will er Moritz auch das Tangotanzen beibringen. Ekkehard sucht später Bernd in der Kneipe auf und erklärt ihm eindringlich, dass Ines und Moritz zusammengehören und er die beiden in Ruhe lassen soll, er habe schließlich Vanessa.
Ekkehard organisiert für Moritz und Ines ein romantisches Essen in einem Restaurant. Bernd sucht die beiden am Abend auf und macht Ines im Restaurant eine Szene. Zum Hochzeitstag schenken Ekkehard und Moritz’ Mutter Gisela den beiden zwei Karten für eine Dampferfahrt auf der Spree. Plötzlich klingelt ein Mann an der Tür und Ekkehard öffnet. Es ist Robert, der Partner, von dem sich Ekkehard getrennt hat.
Als Moritz während seiner Dampferfahrt Tangomusik hört, springt er kurzerhand über Bord und sucht Ines in der Tanzschule auf. Ines hat sich inzwischen zur Scheidung entschieden; Moritz willigt ein, will jedoch einen letzten Tanz mit ihr. Ines ist beeindruckt von seinen Tanzkünsten. Als Ines am Abend Bernd aufsucht, findet sie ihn gemeinsam mit Vanessa in der Badewanne.
In der Zwischenzeit hat Moritz die neue Stelle als Redakteur bekommen.
Als Ines zurück zu Moritz und Ekkehard in die Wohnung kommt, gibt das Paar die Scheinehe zu. Ekkehard lässt am Tag darauf alle in sein Büro ins Finanzamt kommen. Dort geben beide zu, „eine Scheinehe zum Zwecke der Steuerminderung“ geführt zu haben. Moritz erklärt Ines jedoch, dass er sie liebt, macht ihr einen Heiratsantrag und will, dass sie ihre Ehe gemeinsam weiterführen. Ines stimmt zu, sie küssen sich, und da es sich nun um eine reguläre Ehe handelt, sieht Ekkehard von einer Verfolgung und strafrechtlichen Konsequenzen ab. Zum Schluss findet Ekkehard auch wieder mit seinem Partner Robert zusammen.

## Hintergrund
Der Fernsehfilm hatte seine Erstausstrahlung am 27. Juni 2014 in der ARD und erreichte mit 4,53 Millionen Zuschauern und einer Einschaltquote von 17,5 Prozent den Tagessieg. Der Film wurde von Zieglerfilm Baden-Baden im Auftrag der Degeto für die ARD produziert. Die Dreharbeiten fanden im September und Oktober 2013 in Berlin statt.

## Unterschiede zum Buch
- Moritz heißt im Buch Lukas.
- Die Idee des Ehegattensplittings stammt im Buch von Ines und Bernd selbst. Die Eltern von Ines und Moritz/Lukas kommen im Buch nicht vor.
- Bernd ist im Buch meistens auf Geschäftsreise unterwegs, Ines und Moritz/Lukas teilen sich deshalb ihre alte WG-Wohnung.
- Die Figur des Ekkehard (im Buch Ekkehart) erscheint im Buch wesentlich jünger, als er im Film durch Ludger Pistor verkörpert wird. Wegen der Anschaffung des teuren High-End-Plattenspielers fällt er bei seinen Eltern in Ungnade und muss daheim ausziehen. Ekkehard wohnt unter den Protagonisten, kann nicht kochen und arbeitet im Bauamt. Nachdem er für Ines und Moritz/Lukas einen Kuchen backen möchte, setzt er seine Wohnung in Brand und wird deshalb von den beiden aufgenommen. Sein Vater ist der Sachbearbeiter der beiden im Finanzamt. Dies erfährt der Leser jedoch erst auf den letzten Seiten des Buches.
- Vanessa schläft im Buch mit Bernd, damit Moritz/Lukas und Ines zusammenkommen können, und nicht weil sie Bernd bemitleidet oder ihn anziehend findet.
- Moritz/Lukas ist Teilzeit-Verkäufer von Herrenunterwäsche in einem Kaufhaus. Die Leidenschaft für Musik und insbesondere Jazz ist jedoch ein ausgeprägtes Hobby.
- Entfallen sind die Nachbarin Frau Kohlmeyer, Viktor (ein alter Freund von Ines und Moritz/Lukas) und die Katze „Tigerchen“, die Ekkehard von den beiden geschenkt bekommt. Der Besuch im Wellnessbad von Moritz/Lukas mit Frau Kohlmeyer, die Kochkurse für Ekkehard, die wechselnden Locations des Tanzkurses, Moritz/Lukas’ Dekoration des Wohnzimmers mit Sand zum Hochzeitstag und das allgegenwärtige Thema High-End-Hi-Fi und Jazz, das einen wichtigen Teil der Handlung einnimmt, sind ebenfalls nicht in den Film übernommen worden.

## Kritiken
„Spielfreude beweisen nicht nur Florian Lukas in seiner Paraderolle als unterschätzter Underdog und Diana Amft als natürlich gebliebene Vorständlerin, sondern vor allem Ludger Pistor als Finanzfahnder. […] Doch egal wie unterhaltsam die Verwicklungen auch sind, mit welchem Charme und Schwung sie vorgetragen werden – wirklich bewegen kann diese Komödie nicht. Denn die Fragen, ob das Paar nun auffliegt oder wirklich zusammenkommt, ob Moritz nun seine Miete allein bezahlen muss und Ines ein paar Tausend Euro Steuern nachzahlt, sind Luxussorgen.“

„Regisseur Manfred Stelzer hält das Beziehungskarussell in Schwung, dazu dient eine Menge Swing. Der Film feiert Frank Sinatra, und seine Lässigkeit strahlt auch auf den Film ab. Zugleich wechselt die Komödie in melancholischen Momenten zwischen Lust und Frust die Musikfarbe. Dann kommt Tango zum Zug, und Tanzfans dürfen sich darauf freuen, mit wie viel Gefühl Diana Amft und Florian Lukas übers Parkett schweben.“

„‚Wir tun es für Geld‘ – das wäre eine ehrliche Antwort der Schauspieler auf die Frage, warum man bei solch einem Film mitspielt.“

„‚Wir tun es für Geld‘ ist eine höchst kurzweilige TV-Komödie, die sich souverän bewegt auf dem glatten Parkett zwischen angenehm altmodischem Boulevard und situationskomischer Charakterkomödie. Das Anti-Traumpaar erweist sich als coole Besetzung, mit der diese ARD-Degeto-Produktion nachdrücklich romantischen Kitschmomenten eine Abfuhr erteilt. Ludger Pistor variiert köstlich seine Rolle des liebenswerten Spießers, der es auf ‚Sozialschmarotzer‘ abgesehen hat. Diese Komödie funktioniert einfach – sogar die Musik ist gut & stimmig.“

„Wir tun es für Geld ist kein Stück weniger erwartbar, als es klingt, und trotzdem ein hübscher Film. Weil die Dialoge stimmen und das Tempo, weil Diana Amft diesen etwas wuchtigen Humor hat und Florian Lukas dieses Lächeln eines gerade in die Jahre kommenden Buben.“